# Flagets dag
Flagets dag er en flagdag, der er afsat specielt til at fejre et flag og evt. dets oprindelse, fx Valdemarsdag (15. juni) i Danmark, svenska flaggans dag (6. juni) i Sverige og Flag Day (14. juni) i USA, Færøerne (Føroyar) Flaggdagurin  25. april 